# Транскрипционная система Уэйда — Джайлза
 Транскрипцио́нная систе́ма Уэ́йда — Джа́йлза (или просто Уэйд, иногда Вейд-Жиль, англ. Wade-Giles , кит. 威妥玛拼音 или 韦氏拼音) — система романизации разработанная для севернокитайского языка, широко распространённая в странах Запада до введения китайской системы пиньинь.
Разработана английским дипломатом и лингвистом Томасом Уэйдом во второй половине XIX века. Получила повсеместное использование после выхода китайско-английского словаря Герберта Джайлза в 1892 году, сменив более раннюю систему, созданную на базе нанкинского диалекта. Последние изменения в систему были внесены в 1912 году.
Используются k k' p p' t t' и т. д. вместо g k b p d t . В прошлом — практически единственная система для англоговорящих стран. Остается де-факто системой транскрибирования для имен собственных на Тайване (с 2009 года там официально используется пиньинь).

## История

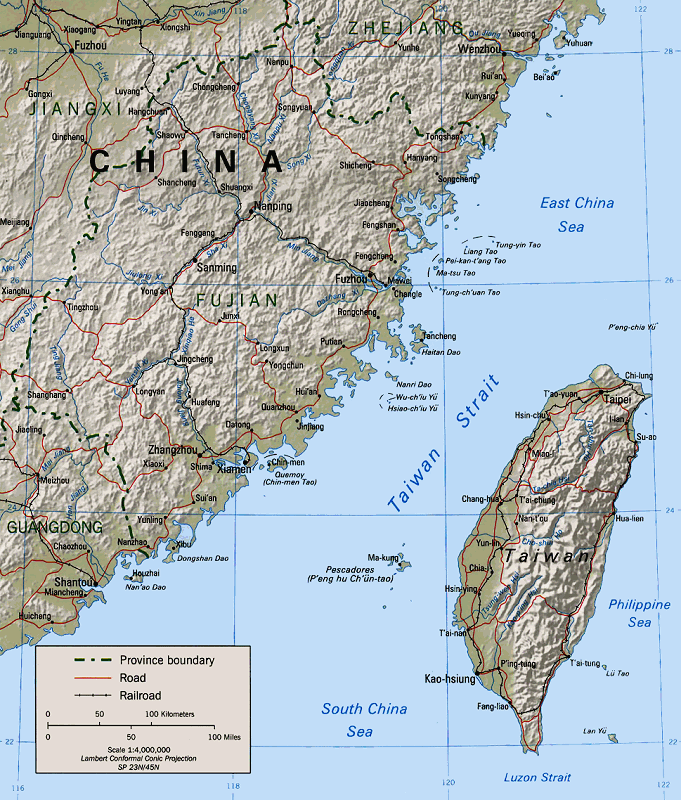
Карта тайваньского пролива с примером романизации Уэйда — Джайлза на острове Тайвань и романизации пиньинь в материковом Китае.

В связи с растущим глобальным значением английского языка, как языка науки, системы транскрипций на основе английского языка всё чаще принимались в международном сообществе. В особенности система Уэйда — Джайлза снискала популярность, как одна из основных систем транскрипций, для китайского языка до принятия пиньиня. Транскрипционная система Уэйда — Джайлза - это название, данное системе, используемой английским дипломатом и лингвистом Томасом Фрэнсисом Уэйдом в своей работе Yü-yen Tzŭ-erh Chi впервые вышедшей в 1867 году, и Гербертом Алленом Джайлзом доработанной в своём словаре (1892 года и 1912 года), хотя Джайлз не уточнял свои разработки.
К середине XX века единственным международным конкурентом системы Уэйда — Джайлза была Йельская система романизации разработанная в 1943 году Джорджем А. Кеннеди. С 1950-х по 1970-е годы дальневосточные публикации Йельского университета обеспечивали учебные программы китайского языка по всему западному миру учебниками, словарями и руководствами по языку. Поколения китаеведов в западном мире были приобщены к звуками северокитайского языка посредством Йельском системы в которой сочетались в себе диакритика для обозначения тонов с отчётливыми англосаксонскими соответствиями между графикой и звуковыми обозначениями. Однако влияние Йельской системы ограничивалось сферой преподавания языка, и Уэйд — Джайлз продолжал доминировать в международных исследовательских публикациях.
После создания Народной Республики в 1949 году попытки реформировать на материке китайскую письменность продолжились. После почти десятилетней подготовки в 1958 году Китайской Народной Республикой был официально принят пиньинь в качестве национального стандарта. В 1960-е годы пиньинь быстро распространился по всему материковому Китаю благодаря его официальному одобрению и активному распространению.
Система Уэйда — Джайлза была бесспорным стандартом романизации китайского языка в англоязычном мире до 1970-х годов, пока Китай не начал открываться для остального мира. После того, как КНР стал членом ООН в 1971 году, пиньинь постепенно получил признание за пределами материкового Китая. Постепенно мировые средства массовой информации начали заменять Уэйд — Джайлз на пиньинь, и академические круги вскоре тоже последовали этому же примеру. В 1982 году международное агентство по стандартизации ISO зарегистрировало пиньинь как международный стандарт № 7098 (ISO 1982). Согласно атласу мира Таймс (Times atlas of the world), "в начале 1979 года пиньинь был принят большинством стран мира как система, официально используемая для латинизации китайских имён". Однако и по сей день для географии Тайваня, а также личных обычно делается исключение, которое следует традиции системы Уэйда — Джайлза.

## Описание
|                      |                      | Лабиальные  | Альвеолярные  | Ретрофлексные  | Альвеоло-палатальный | Велярные    |
| -------------------- | -------------------- | ----------- | ------------- | -------------- | -------------------- | ----------- |
| Плосивы              | Неаспирированые      | p (b) [p]   | t (d) [t]     |                |                      | k (g) [k]   |
| Плосивы              | Аспирированые        | pʻ (p) [pʰ] | tʻ (t) [tʰ]   |                |                      | kʻ (k) [kʰ] |
| Назальные            | Назальные            | m [m]       | n [n]         |                |                      |             |
| Аффрикаты            | Неаспирированые      |             | ts (z) [ts]   | ch (zh) [tʂ]   | ch (j) [tɕ]          |             |
| Аффрикаты            | Аспирированые        |             | tsʻ (c) [tsʰ] | chʻ (ch) [tʂʰ] | chʻ (q) [tɕʰ]        |             |
| Фрикативы            | Фрикативы            | f [f]       | s [s]         | sh [ʂ]         | hs (x) [ɕ]           | h [x]       |
| Боковой аппроксимант | Боковой аппроксимант |             | l [l]         | j (r) [ʐ ~ ɻ]  |                      |             |

Примечание: в скобках указаны соответствие современному пиньинью.
Wade-Giles не различает ретрофлексные и альвеоло-палатальные согласные записываются одинаково как ch и chʻ. Их можно отличить по гласным следующим после: за альвеоло-палатальными следуют только i или ü, а за ретрофлексами следуют только ih, где h служит для того чтобы отличить от обычного i.
В Wade-Giles вместо ts, tsʻ, s перед -ŭ (в Пиньине обычная i) заменяется на tz, tzʻ, ss (в более поздних версиях Wade-Giles вместо ss может использоваться sz).
| Финаль  | Финаль | ∅               | ∅              | ∅       | i                  | i         | u        | u         | n             | n                | ŋ                  | ŋ               | ŋ          | ɻ              |
| Медиаль | ∅      | -ih/-ŭ [ɨ] (-i) | ê/o [ɤ] (-e)   | a [a]   | ei [ei]            | ai [ai]   | ou [ou]  | ao [au]   | ên [ən] (-en) | an [an]          | ung [ʊŋ] (-ong)    | êng [əŋ] (-eng) | ang [aŋ]   | êrh [aɚ] (-er) |
| Медиаль | i      | i [i]           | ieh [je] (-ie) | ia [ja] |                    |           | iu [jou] | iao [jau] | in [in]       | ien [jɛn] (-ian) | iung [iʊŋ] (-iong) | ing [iŋ]        | iang [jaŋ] |                |
| Медиаль | u      | u [u]           | uo [wo]        | ua [wa] | ui/uei [wei] (-ui) | uai [wai] |          |           | un [wən]      | uan [wan]        |                    |                 | uang [waŋ] |                |
| Медиаль | y      | ü [y]           | üeh [ɥe] (-üe) |         |                    |           |          |           | ün [yn]       | üan [ɥɛn]        |                    |                 |            |                |

Примечание: в скобках указаны соответствия современному пиньиню.
В Wade-Giles после велярных инициалей k и kʻ пишется -uei, в остальных случаях записывается как -ui.
В Wade-Giles после ретрофлексного sh и велярных инициалей k и kʻ пишется -uo, во всех остальных случаях как -o.
Wade-Giles различает /ɨ/ и /i/, где они записываются как -ih/-ŭ и -i соответственно. В пиньине оба гласных пишутся через -i.
В Wade-Giles в отличие от пиньиня, умлаутное u (ü) записывается во всех случаях.
| Тоны           | Ровный  | Восходящий   | Уходящий  | Входящий  | Нейтральный |
| -------------- | ------- | ------------ | --------- | --------- | ----------- |
| Уэйда — Джайлз | ma1     | ma2          | ma3       | ma4       | ma          |
| Пиньинь        | mā      | má           | mǎ        | mà        | ma          |
| Иероглиф       | 媽 мама | 麻 онемевший | 馬 лошадь | 罵 ругать | -           |

В Wade-Giles в качестве обозначения тонов используются цифры, расположенные в верхнем правом углу слогов в отличие от пиньиня, где тоны обозначаются диакритикой над слогом. Нейтральный тон в обоих системах не выражен. Первый, второй, третий и четвёртый тоны обозначаются цифрами 1, 2, 3, 4 соответственно.

## Версии системы Уэйда — Джайлза
За всю историю развития системы Уэйда — Джайлза притерпевала те или иные изменения.
- Первоначальная система Уэйда впервые вышедшая в 1867 году.
- Система Уэйда — Джайлза с доработками Герберта Аллена Джайлза от 1912 года.
- Система Уэйда — Джайлза в редакции Роберта Генри Мэтьюза[англ.].
- Упрощённый Уэйд[англ.] разработанный шведским лингвистом Оловом Бертилом Андерсоном впервые опубликованная в 1969 году.

| A                | A              | A              | A                 |
| ---------------- | -------------- | -------------- | ----------------- |
| a — а            | ai — ай        | an — ань       | ang — ан          |
| ao — ао          |                |                |                   |
| C                |                |                |                   |
| cha — чжа        | chah — чжа     | chai — чжай    | chan — чжань      |
| chang — чжан     | chao — чжао    | che — чжэ      | chei — чжэй       |
| chen — чжэнь     | cheng — чжэн   | chi — цзи      | chia — цзя        |
| chiang — цзян    | chiao — цзяо   | chieh — цзе    | chien — цзянь     |
| chih — чжи       | chin — цзинь   | ching — цзин   | chiu — цзю        |
| chiung — цзюн    | cho — чжо      | chou — чжоу    | chu — чжу         |
| chü — цзюй       | chua — чжуа    | chuai — чжуай  | chuan — чжуань    |
| chüan — цзюань   | chuang — чжуан | chüeh — цзюэ   | chun — чжунь      |
| chün — цзюнь     | chung — чжун   | chwa — чжуа    | chwai — чжуай     |
| chwan — чжуань   | chwang — чжуан | chwei — чжуй   |                   |
| ch’a — ча        | ch’ah — ча     | ch’ai — чай    | ch’an — чань      |
| ch’ang — чан     | ch’ao — чао    | ch’e — чэ      | ch’ei — чэй       |
| ch’en — чэнь     | ch’eng — чэн   | ch’i — ци      | ch’ia — ця        |
| ch’iang — цян    | ch’iao — цяо   | ch’ieh — це    | ch’ien — цянь     |
| ch’ih — чи       | ch’in — цинь   | ch’ing — цин   | ch’iu — цю        |
| ch’iung — цюн    | ch’o — чо      | ch’ou — чоу    | ch’u — чу         |
| ch'ün — цюнь     | ch’ung — чун   | ch’wa — чуа    | ch’wai — чуай     |
| ch’wan — чуань   | ch’wang — чуан | ch’wei — чуй   |                   |
| E                |                |                |                   |
| e — э            | er — эр        |                |                   |
| F                |                |                |                   |
| fa — фа          | fan — фань     | fang — фан     | fo — фо           |
| foo — фу         | fou — фоу      | fu — фу        |                   |
| H                |                |                |                   |
| ha — ха          | hai — хай      | han — хань     | hang — хан        |
| hao — хао        | ho — хэ        | hou — хоу      | hsi — си          |
| hsia — ся        | hsiang — сян   | hsiao — сяо    | hsieh — се        |
| hsien — сянь     | hsih — си      | hsin — синь    | hsing — син       |
| hsiu — сю        | hsiung — сюн   | hsü — сюй      | hsüan — сюань     |
| hsüeh — сюэ      | hsün — сюнь    | hu — ху        | hua — хуа         |
| huai — хуай      | huan — хуань   | huang — хуан   | hui — хой (хуэй)  |
| hun — хунь       | hung — хун     | huo — хо       | hwa — хуа         |
| hwai — хуай      | hwan — хуань   | hwang — хуан   | hwei — хуэй       |
| hwo — хо         |                |                |                   |
| I                |                |                |                   |
| i — и            |                |                |                   |
| J                |                |                |                   |
| jan — жань       | jang — жан     | jao — жао      | je — жэ           |
| jen — жэнь       | jeng — жэн     | jih — жи       | jo — жо           |
| jou — жоу        | ju — жу        | juan — жуань   | jui — жуй         |
| jun — жунь       | jung — жун     | jwan — жуань   | jwei — жуй        |
| K                |                |                |                   |
| ka — га          | kai — гай      | kan — гань     | kang — ган        |
| kao — гао        | ki — цзи       | kia — цзя      | kiang — цзян      |
| kiao — цзяо      | kieh — цзэ     | kien — цзянь   | kin — цзинь       |
| king — цзин      | kiu — цзю      | kiung — цзюн   | ko — гэ           |
| kou — гоу        | ku — гу        | kü — цзюй      | kua — гуа         |
| kuai — гуай      | kuan — гуань   | küan — цзюань  | kuang — гуан      |
| küeh — цзюэ      | kuei — гуй     | kun — гунь     | kün — цзюнь       |
| kung — гун       | kuo — го       | kwa — гуа      | kwai — гуай       |
| kwan — гуань     | kwang — гуан   | kwei — гуй     | kwo — го          |
| k’a — ка         | k’ai — кай     | k’an — кань    | k’ang — кан       |
| k’ao — као       | k’o — кэ       | k’ou — коу     | k’u — ку          |
| k’ua — куа       | k’uai — куай   | k’uan — куань  | k’uang — куан     |
| k’uei — куй      | k’un — кунь    | k’ung — кун    | k’uo — ко         |
| k’wa — куа       | k’wai — куай   | k’wan — куань  | k’wang — куан     |
| k’wei — куй      | k’wo — ко      |                |                   |
| L                |                |                |                   |
| la — ла          | lai — лай      | lan — лань     | lang — лан        |
| lao — лао        | le — лэ        | leng — лэн     | li — ли           |
| lia — ля         | liang — лян    | liao — ляо     | lieh — ле         |
| lien — лянь      | lin — линь     | ling — лин     | liu — лю          |
| lo — ло          | lou — лоу      | lu — лу        | lü — люй          |
| luan — луань     | lüan — люань   | lüeh — люэ     | lun — лунь        |
| lung — лун       | lwan — луань   |                |                   |
| M                |                |                |                   |
| m — м            | ma — ма        | mai — май      | man — мань        |
| mang — ман       | mao — мао      | mei — мэй      | men — мэнь (мынь) |
| meng — мэн (мын) | mi — ми        | miao — мяо     | mieh — ме         |
| mien — мянь      | min — минь     | ming — мин     | miu — мю          |
| mo — мо          | mou — моу      | mu — му        |                   |
| N                |                |                |                   |
| n — н            | na — на        | nai — най      | nan — нань        |
| nang — нан       | nao — нао      | nei — нэй      | nen — нэнь        |
| neng — нэн       | ni — ни        | niang — нян    | niao — няо        |
| nieh — не        | nin — нинь     | ning — нин     | niu — ню          |
| no — но          | nou — ноу      | nu — ну        | nü — нюй          |
| nuan — нуань     | nüeh — нюэ     | nung — нун     | nwan — нуань      |
| O                |                |                |                   |
| o — о, е         | ou — оу        | ow — оу        |                   |
| P                |                |                |                   |
| pa — ба          | pai — бай      | pan — бань     | pang — бан        |
| pao — бао        | peh — бэй      | pei — бэй      | pen — бэнь        |
| peng — бэн       | pi — би        | piao — бяо     | pieh — бе         |
| pien — бянь      | pin — бинь     | ping — бин     | po — бо           |
| pou — боу        | pu — бу        |                |                   |
| p’a — па         | p’ai — пай     | p’an — пань    | p’ang — пан       |
| p’ao — пао       | p’eh — пэй     | p’ei — пэй     | p’en — пэнь       |
| p’eng — пэн      | p’i — пи       | p’iao — пяо    | p’ieh — пе        |
| p’ien — пянь     | p’in — пинь    | p’ing — пин    | p’o — по          |
| p’ou — поу       | p’u — пу       |                |                   |
| S                |                |                |                   |
| sa — са          | sai — сай      | san — сань     | sang — сан        |
| sao — сао        | sei — сэй      | sen — сэнь     | seng — сен        |
| sha — ша         | shai — шай     | shan — шань    | shang — шан       |
| shao — шао       | shay — шэ      | she — шэ       | shen — шэнь       |
| sheng — шэн      | shih — ши      | shou — шоу     | shu — шу          |
| shua — шуа       | shuai — шуай   | shuan — шуань  | shuang — шуан     |
| shui — шуй       | shun — шунь    | shuo — шуо     | shwa — шуа        |
| shwai — шуай     | shwan — шуань  | shwang — шуан  | shwei — шуй       |
| si — си          | sia — ся       | siang — сян    | siao — сяо        |
| sieh — се        | sin — синь     | sing — син     | siu — сю          |
| siung — сюн      | so — со        | sou — соу      | ssu — сы          |
| su — су          | sü — сюй       | suan — суань   | süan — сюань      |
| sui — суй        | sun — сунь     | sün — сюнь     | sung — сун        |
| swan — суань     | swei — суй     | szu — сы       |                   |
| T                |                |                |                   |
| ta — да          | tai — дай      | tan — дань     | tang — дан        |
| tao — дао        | te — дэ        | teh — дэ       | tei — дэй         |
| teng — дэн       | ti — ди        | tiao — дяо     | tieh — де         |
| tien — дянь      | ting — дин     | tiu — дю       | to — до           |
| tou — доу        | tsa — цза      | tsai — цзай    | tsan — цзань      |
| tsang — цзан     | tsao — цзао    | tse — цзэ      | tseh — цзэ        |
| tsei — цзэй      | tsen — цзэнь   | tseng — цзэн   | tsi — цзи         |
| tsia — цзя       | tsiang — цзян  | tsiao — цзяо   | tsieh — цзе       |
| tsien — цзянь    | tsin — цзинь   | tsing — цзин   | tsiu — цзю        |
| tsiung — цзюн    | tso — цзо      | tsou — цзоу    | tsu — цзу,        |
| tsü — цзюй       | tsuan — цзуань | tsüan — цзюань | tsüeh — цзюэ      |
| tsui — цзуй      | tsun — цзунь   | tsün — цзюнь   | tsung — цзун      |
| tswan — цзуань   | tswei — цзуй   | tu — ду        | tuan — дуань      |
| tui — дуй        | tun — дунь     | tung — дун     | twan — дуань      |
| twei — дуй       | tzu — цзы      |                |                   |
| t’a — та         | t’ai — тай     | t’an — тань    | t’ang — тан       |
| t’ao — тао       | t’e — тэ       | t’eh — тэ      | t’ei — тэй        |
| t’eng — тэн      | t’i — ти       | t’iao — тяо    | t’ieh — те        |
| t’ien — тянь     | t’ing — тин    | t’o — то       | t’ou — тоу        |
| ts’a — ца        | ts’ai — цай    | ts’an — цань   | ts’ang — цан      |
| ts’ao — цао      | ts’e — цэ      | ts’eh — цэ     | ts’ei — цэй       |
| ts’en — цэнь     | ts’eng — цэн   | ts’o — цо      | ts’ou — цоу       |
| ts’uan — цуань   | ts’ui — цуй    | ts’un — цунь   | ts’ung — цун      |
| ts’wan — цуань   | ts’wei — цуй   | t’u — ту       | t’uan — туань     |
| t’ui — туй       | t’un — тунь    | t’ung — тун    | t’wan — туань     |
| t’wei — туй      | tz’u — цы      |                |                   |
| W                |                |                |                   |
| wa — ва          | wai — вай      | wan — вань     | wang — ван        |
| wei — вэй        | wen — вэнь     | weng — вэн     | wo — во           |
| wu — у           |                |                |                   |
| Y                |                |                |                   |
| ya — я           | yai — яй       | yang — ян      | yao — яо          |
| yeh — е          | yen — янь      | yi — и         | yin — инь         |
| ying — ин        | you — ю        | yü — юй        | yüan — юань       |
| yüeh — юэ        | yün — юнь      | yung — юн      | yüng — юн         |